# Glen Velez
Glen Velez (* 1949) ist ein US-amerikanischer Jazz-Perkussionist und Komponist, der einen weltweiten Ruf als Meister auf der Rahmentrommel hat.
Velez, der Sohn mexikanischer Einwanderer, wuchs in Texas auf. Sein Interesse für Perkussionsinstrumente wurde schon in seiner Kindheit durch einen Onkel geweckt, der Schlagzeuger war. 1967 ging er nach New York City, wo er an der Manhattan School of Music klassische Perkussion bei Fred Hinger studierte. 1969 kehrte er nach Dallas zurück und war dann während seiner Militärdienstzeit Schlagzeuger in einer Band der US Army.
1973 kehrte er nach New York zurück, wo er Mitglied des Ensembles von Steve Reich wurde, mit dem er fünfzehn Jahre lang zusammenarbeitete. 1983 wurde er Mitglied des Paul Winter Consort, dem er bis 1998 angehörte. 

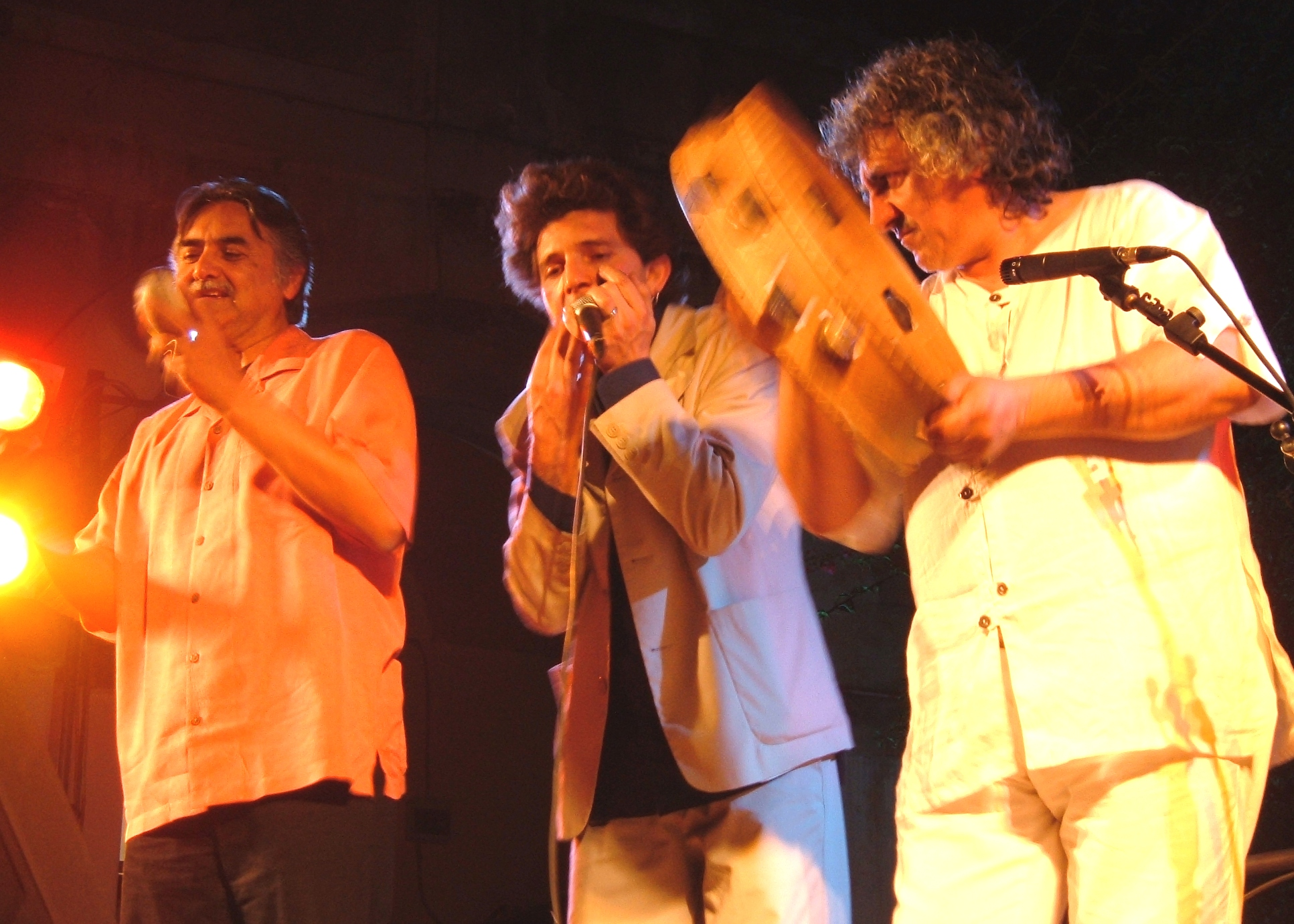
Glen Velez, Luca Recupero und Alfio Antico - Marranzano World Festival - Catania (2007)

Daneben begann Velez eine Karriere als Solist; 1984 erschien sein erstes Album Handance, auf dem er verschiedene Perkussionsinstrumente spielte, die er mit seinem charakteristischen Obertongesang ergänzte. Handance ist zugleich der Name seiner Lehrmethode für Perkussionsinstrumente, die in dem Video The Glen Velez Handance Method dokumentiert ist.
1989 komponierte John Cage für ihn die Composed Improvisation for One-sided Drum with or without Jangles. 1990 bildete er mit Eugene Friesen und Howard Levy das Trio Globo, mit dem er mehrere Alben vorlegte. 1996 wirkte Velez am Projekt Temurà des spanischen Saxophonisten und Klarinettisten Javier Paxariño mit. Nachdem er sich 1998 von Paul Winter getrennt hatte, arbeitete Velez vorwiegend solistisch, daneben auch als Partner der Sängerin Suzanne Vega, des Oud-Spielers Rabih Abou-Khalil, des Gitarristen Pat Metheny, des klassischen Klarinettisten Richard Stoltzman, des Tablaspielers Zakir Hussain und des Bassisten Jonas Hellborg. 1999 ernannte ihn das DRUM!-Magazin zum Best World Beat Percussionist.
Glen Valez ist der Schirmherr des Rahmentrommelfestivals Tamburi Mundi in Freiburg.

## Diskographie (Auswahl)
- Handdance: Frame Drum Music mit Layne Redmond, 1984
- Seven Heaven mit Layne Redmond und Steve Gorn, 1987
- Assyrian Rose mit John Clark, Steve Gorn, Howard Levy, Layne Redmond, 1989
- Mokave Vol. 1 (1991) — mit Larry Karush und Glen Moore
- Songs of Kabir mit Eva Atsalis, Amitava Chatterjee, Geraldine James, Gerry James, 1993
- Pan Eros mit Gianni Gebbia, Enzo Rao, 1994
- Doctrine of Signatures mit Eva Atsalis, Ed Brunicardi, Randy Crafton, Steve Gorn, Jan Hagiwara, 1994
- Border States mit Howard Levy und Randy Crafton, 1994
- David Rothenberg / Glen Velez / Graeme Boone On the Cliffs of the Heart, 1995
- Rhythmcolor Exotica mit Eva Atsalis, Art Baron, Jan Hagiwara, Yousif Sheronick, 1996
- Rhythms of the Chakras, Soloalbum, 1998
- Breathing Rhythms mit Damian Dragichi, Eugene Friesen, 2000
- Rhythms of Awakening mit Randy Crafton, Zohar Fresco, Steve Gorn, Howard Levy, Shane Shanahan, Yousif Sheronick, 2005
- Rhythms of the Chakras Volume 2, 2018